# بدژیخ شچربان
بدژیخ شچربان (چکی: Bedřich Ščerban؛ زادهٔ ۳۱ مهٔ ۱۹۶۴) بازیکن هاکی روی یخ اهل چکسلواکی است.